# Proteomik

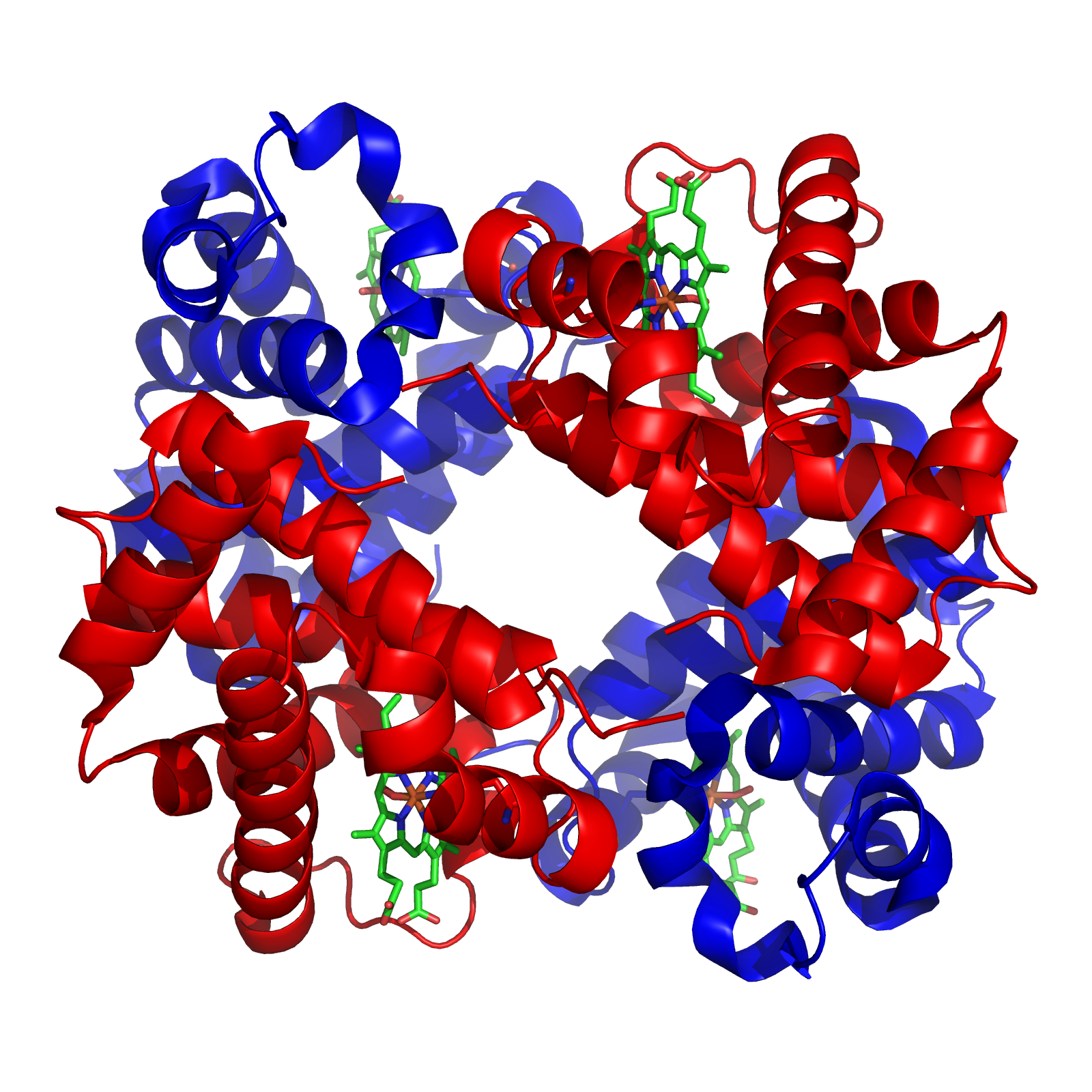
Struktur des Hämoglobins

Proteomik (englisch proteomics) bezeichnet die Erforschung des Proteoms. Das Proteom umfasst die Gesamtheit aller in einer Zelle oder einem Lebewesen unter definierten Bedingungen und zu einem definierten Zeitpunkt vorliegenden Proteine. Das Proteom und auch das Transkriptom sind im Gegensatz zum eher statischen Genom dynamisch und können sich daher in ihrer qualitativen und quantitativen Proteinzusammensetzung aufgrund veränderter Bedingungen (Umweltfaktoren, Temperatur, Genexpression, Wirkstoffgabe etc.) verändern. Sehr bildlich kann man sich die Dynamik des Proteoms an folgendem Beispiel vor Augen führen. Eine Raupe und der aus ihr entstehende Schmetterling enthalten das gleiche Genom, unterscheiden sich aber trotzdem äußerlich aufgrund eines unterschiedlichen Proteoms. Dasselbe gilt auch für eine Kaulquappe und den daraus entstehenden Frosch. Die Veränderungen des Proteoms können zum Teil sehr schnell erfolgen, beispielsweise durch posttranslationale Modifikationen wie die Phosphorylierungen und Dephosphorylierung von Proteinen, die im Rahmen der Signaltransduktion eine sehr wichtige Rolle spielen.
Die Proteomik versucht, sämtliche Proteine im Organismus zu katalogisieren und ihre Funktionen zu entschlüsseln. Die Baupläne der Proteine finden sich in den Erbanlagen. Speichert die Erbsubstanz DNA lediglich Informationen, so erfüllen die aus Aminosäuren bestehenden Proteine vielfache Aufgaben. Sie sind Grundsubstanz des Lebens und wehren z. B. als Antikörper Krankheiten ab und ermöglichen als Enzyme unter anderem den Metabolismus und sorgen mit Skelett, Sehnen und Muskeln für Bewegung.

## Etymologie
Das Wort Proteom stammt vom australischen Forscher Marc Wilkins und wurde auf einem Dia in seinem Vortrag auf dem Kongress 2D Electrophoresis: from protein maps to genomes, am 5. September 1994 in Siena zum ersten Mal erwähnt. Der Wortlaut auf dem Dia lautete: “Proteome: the PROTEin complement expressed by a genOME, cell or tissue.” (deutsch: „Proteom: das PROTEinkomplement, das vom GenOM einer Zelle oder eines Gewebes exprimiert ist“). Der Kongress findet immer noch (Stand 2012) alle zwei Jahre unter der Leitung von Luca Bini statt und heißt seit dem berühmten Dia von Marc Wilkins: From Genome to Proteome.

## Forschungsschwerpunkte HUPO und DGPF
Ähnlich wie die Human Genome Organisation (HUGO) teilen sich die Forscher der Internationalen Humanproteom-Organisation (HUPO) weltweit die anfallende Arbeit. Deutschland konzentriert sich dabei auf die Erforschung der Gehirnproteine.
In Deutschland haben sich seit 2001 führende Protein- und Proteomikwissenschaftler zudem in der Deutschen Gesellschaft für Proteomforschung (DGPF) zusammengeschlossen, um die Forschungskapazitäten optimal zu nutzen.

## Teilgebiete

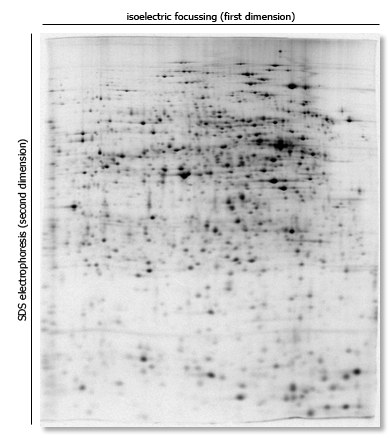
Das Proteom im 2D-Gel

Wesentliche Teilgebiete sind die Aufklärung von Protein-Protein-Interaktionen, die vor allem von Tertiär- und Quartärstrukturen der Proteine und den Wechselwirkungen ihrer Domänen abhängen. Weiterhin gehört auch die Proteinreinigung und die quantitative Analyse der Proteinexpression in den Bereich der Proteomik. Sie ergänzt somit die Daten, die in der Genexpressionsanalyse gewonnen werden und gibt Aufschluss über die Komponenten von Stoffwechselwegen und molekularen Regelkreisen. Das Protein-Engineering erlaubt die Veränderung von Funktionen rekombinanter Proteine zur Anpassung seiner Eigenschaften.
Die Schlüsseltechniken der Proteomik unterstützen also die Aufklärung der Funktion und der 3-D-Proteinstruktur und die Identifikation einzelner Proteine in Gemischen.
Da alle metabolischen Prozesse durch Proteine erfolgen, basieren Therapieansätze wie neue Wirkstoffe gegen Krebs, Infektionen und bestimmte Nervenkrankheiten darauf. Leiden wie Sichelzellanämie, Alzheimer-Krankheit, Chorea Huntington oder die Creutzfeldt-Jakob-Krankheit beruhen auf fehlerhaft geformten und verklumpenden Proteinen. Ist also bekannt, welches Protein für eine Fehlfunktion verantwortlich ist, so ist es möglich, gezielt ein kleines Molekül zu entwickeln, welches an dieses Protein andockt und eine weitere Fehlfunktion verhindert. In der Industrie werden rekombinante Proteine in Form von Waschmittelenzymen und biologischen Pflanzenschutzmitteln verwendet. Biologen erhoffen sich bessere Einblicke in die Funktionsweise von Lebewesen und das Leben als solches. Die Biophysiker erwarten eine „molekulare Anatomie“.

### Systembiologie
Ein neues Forschungsgebiet, das auf der Proteomik aufbaut, ist die Systembiologie. Diese versucht nicht mehr alleine die einzelnen Teile z. B. einer Zelle zu betrachten, sondern versucht das Zusammenwirken aller Einzelteile innerhalb eines Systems und seiner Umgebung zu beschreiben. Dazu erforderlich sind neben der Proteomik v. a. mathematische Modelle, die das System in silico (d. h. in Computermodellen) simulieren.

### Paläoproteomik
Aus fossilen Knochen können neben „alter“ DNA gelegentlich auch fossile Proteine isoliert werden, die ebenfalls z. B. Rückschlüsse auf deren Zugehörigkeit zu einer bestimmten biologischen Art ermöglichen. Der hierauf aufbauenden Paläoproteomik (von griechisch παλαιός  palaiós, „alt“) kommt insbesondere zugute, dass einige Proteine längere Zeit stabiler sind als DNA. So konnte 2016 durch die Arbeitsgruppe von Jean-Jacques Hublin vom Max-Planck-Institut für evolutionäre Anthropologie anhand von rund 40.000 Jahre alten Kollagen-Proben geklärt werden, dass die archäologische Kultur des Châtelperronien mit den Neandertalern verbunden ist und nicht mit dem anatomisch modernen Menschen (Homo sapiens). 2019 wurde anhand fossiler Proteine aus Dentin des im Hochland von Tibet in der Baishiya-Höhle entdeckten Xiahe-Unterkiefers nachgewiesen, dass er den Denisova-Menschen zuzurechnen ist, und einige Monate später bestätigten 1,9 Millionen Jahre alte Dentin-Proben, dass die Gattung Gigantopithecus ein ausgestorbenes „Schwester“-Taxon der Orang-Utans ist. Bereits im Jahr 2015 erbrachten Kollagenanalysen eine nähere Verwandtschaft der „Südamerikanischen Huftiere“ mit den Unpaarhufern, namentlich untersucht wurden Macrauchenia und Toxodon, die noch im ausgehenden Pleistozän vorkamen. Zuvor waren die genauen Verwandtschaftsverhältnisse der „Südamerikanischen Huftiere“ zu anderen Huftiergruppen unklar gewesen und Gegenstand wissenschaftlicher Debatten. Für den ausgestorbenen Nashornvertreter Stephanorhinus ergaben sich in den Jahren 2017 und 2019 anhand von rund 200.000 bis 400.000 beziehungsweise 1,8 Millionen Jahre alten Proteomen eine nähere Beziehung zum Wollnashorn und damit zu einem engeren Verwandtschaftskreis um das heutige Sumatra-Nashorn. Die Stellung ließ sich auch durch genetische Studien belegen und war zuvor aus anatomischen Gründen angenommen worden. Ebenfalls 2019 trugen Studien an Proteinen zur systematischen Neugliederung der fossilen und rezenten Faultiere bei. Sechs Jahre später wurden erstmals Proteinsequenzen an dem 24 bis 21 Millionen Jahre alten fossilen Nashorn Epiaceratherium gewonnen und dieses damit in die bestehenden Verwandtschaftsverhältnisse der rezenten Vertreter eingeordnet.
Weltweite mediale Beachtung fand 2015 beispielsweise eine Studie an 80 Millionen Jahre alten Knochen des zur Gruppe der Entenschnabelsaurier gehörigen Brachylophosaurus canadensis, in der Peptide nachgewiesen wurden, die – aufgrund ihrer Ähnlichkeit mit Peptiden heute lebender Hühnervögel und Strauße – als Überreste von Blutgefäßen interpretiert wurden.

### Probleme und Trends
Nach zum Teil ernüchternden Erfahrungen mit genetischen Methoden wie der Microarray-Analyse herrscht bei einigen Wissenschaftlern auch bezüglich der Proteomforschung eine gewisse Skepsis vor. Friedrich Lottspeich vom Max-Planck-Institut für Biochemie in Martinsried, Präsident der Deutschen Gesellschaft für Proteomforschung (DGPF), warnt vor überzogenen Hoffnungen:

„Für den Humanbereich ist die Forschung derzeit eigentlich sowieso noch zu komplex […] Aber für eine Analyse der Hefe, die ein gutes Modellsystem wäre, will natürlich wieder keiner Geld ausgeben.“

Die Komplexität ergibt sich aus den vielen Möglichkeiten: Laut Friedrich Lottspeich hat der Mensch schätzungsweise mehrere hunderttausend bis Millionen verschiedene Proteine. Ein einzelnes Gen produziert im Schnitt fünf bis zehn Proteine, in manchen Fällen mehrere hundert. Diese Komplexität vollständig zu erfassen ist eine Herausforderung, der die derzeitigen Methoden noch nicht gewachsen sind. Auf der anderen Seite entwickelt sich die Proteomforschung rasant weiter. Das ist insbesondere auf eine ständige Verbesserung der Massenspektrometer zurückzuführen, die immer präziser, sensitiver und schneller werden.
Ein weiterer wichtiger Schritt ist die Entwicklung quantitativer Methoden, wie die auf dem Einsatz stabiler Isotope basierenden SILAC, iTRAQ, TMT oder ICAT Verfahren oder der MeCAT-Metallkodierung, bei der unterschiedlich schwere Metalle zur Markierung von Proteinen und Peptiden aus verschiedenen Proteinproben eingesetzt werden. Letztere erlaubt erstmals im Multiplexansatz den proteomweiten Einsatz der ultrasensitiven Elementmassenspektrometrie (ICP-MS) (Nachweisgrenze im ppt bis unteren ppq Bereich), die eine über 2 bis 5 Größenordnungen höhere Sensitivität bei der Proteinquantifizierung erlaubt und einen linearen dynamischen Messbereich von mindestens 6 bis 8 Größenordnungen aufweist. MeCAT erlaubt im Gegensatz zu den anderen Verfahren, die auf Peptidebene 'nur' relativ quantifizieren, vorteilhafterweise eine relative und sogar absolute Quantifizierung auf Proteinebene, wodurch Proteinspezies wie posttranslational modifizierte Proteine einer Quantifizierung besser zugänglich werden. Die Kalibrierung der ICP-MS erfolgt mit protein-/peptidunabhängigen Metallstandards. Die Notwendigkeit proteinspezifischer Standardpeptide entfällt somit.
Kombiniert man quantitative Proteomanalyse mit anderen biologischen Methoden, so kann man auch Aussagen über die Funktion von Proteinen treffen (z. B. Protein-Protein-Interaktion oder Posttranslationale Modifikationen). Die moderne Proteomforschung geht daher inzwischen weit über das bloße Katalogisieren von Proteinen hinaus und versucht komplexe Mechanismen zu verstehen.